# Universidad Nacional Daniel Alcides Carrión

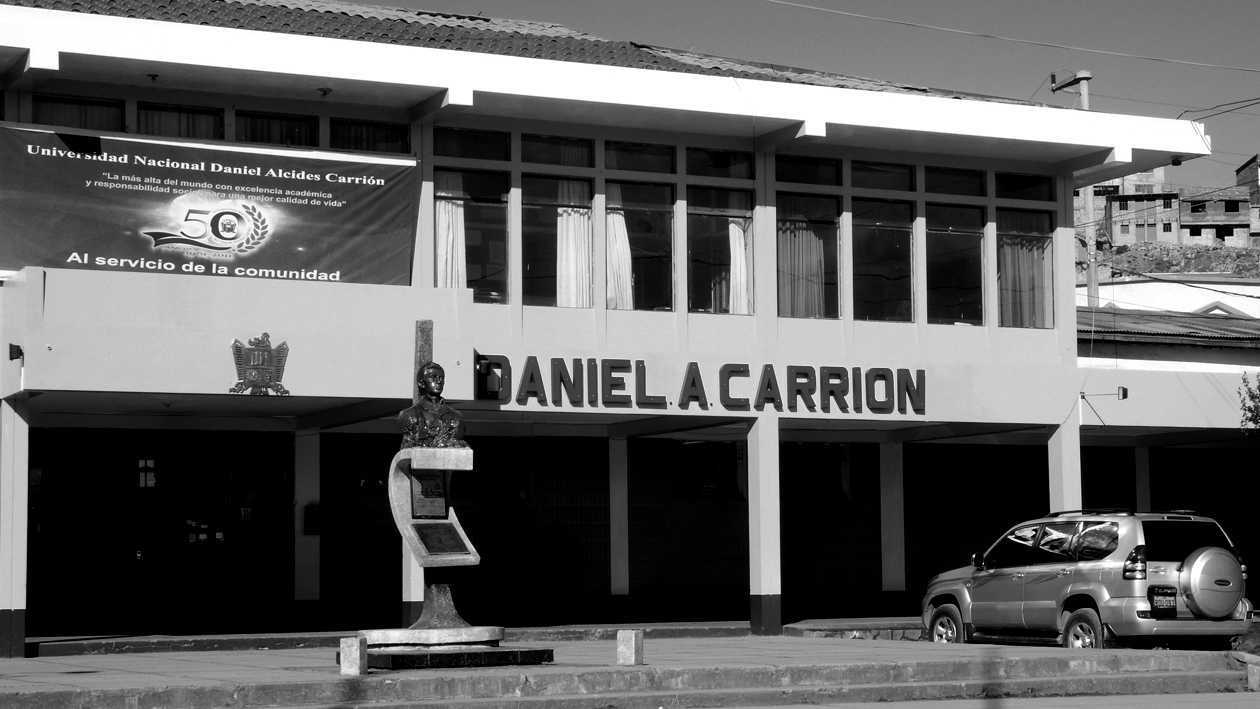
Centro administrativo en San Juan Pampa.

La Universidad Nacional Daniel Alcides Carrión, abreviatura UNDAC, es la universidad pública peruana de Cerro de Pasco. Fue fundada en 1965 a iniciativa del Estado de la República del Perú. Fue reconocida como la mejor universidad pública del centro del Perú en el año 2007 y recibió el premio Pioneros de la Minería en el 2009.[cita requerida] Fue nombrada en honor del estudiante de medicina y "mártir de la medicina" peruana Daniel Alcides Carrión, oriundo de la ciudad de Cerro de Pasco.

## Orígenes
Inicialmente, fue creada como Universidad Comunal de Pasco en 1961 y fue filial de la Universidad Comunal del Centro. El 12 de abril de 1965, tras una marcha de Cerro de Pasco a Lima que duró siete días y una presentación en el Congreso, se expidió la ley N.º 15527, que creó la Universidad Nacional Daniel Alcides Carrión. Está ubicada en la Ciudad de Cerro de Pasco, Perú. Ya que se ubica en la llamada capital minera del país, existe cierta especialización en el rubro minero. Con el creciente rubro de actividades agropecuarias en la región se está desarrollando también como centro de competencias en Ciencias Agrícolas para el ámbito andino-amazónico.

## Facultades
La UNDAC está organizada en 11 facultades que ofrecen 21 carreras profesionales de pregrado. La ciudad universitaria se ubica en San Juan, Cerro de Pasco. Aparte tiene filiales en  (Oxapampa, Paucartambo , Yanahuanca y La Oroya).
| Estudios de Bachiller                       | Estudios de Bachiller |
| ------------------------------------------- | --- |
| Facultad de ciencias de la educación        | - Educación inicial - Educación primaria - Educación secundaria |
| Facultad de ciencias de la comunicación     | - Ciencias de la comunicación |
| Facultad de derecho y ciencias políticas    | - Derecho y ciencias políticas |
| Facultad de ciencias agropecuarias          | - Agronomía - Zootecnia - Industrias alimentarias |
| Facultad de ingeniería                      | - Ingeniería geológica - Ingeniería metalúrgica - Ingeniería civil - Ingeniería de sistemas y computación - Ingeniería ambiental |
| Facultad de ingeniería de minas             | - Ingeniería de minas |
| Facultad de ciencias económicas y contables | - Contabilidad - Economía |
| Facultad de ciencias empresariales          | - Administración |
| Facultad de ciencias de la salud            | - Enfermería - Obstetricia |
| Facultad de odontología                     | - Odontología |
| Facultad de medicina                        | - Medicina humana |
| Estudios de Maestría                        | |
| Escuela de Postgrado                        | - Gestión del sistema ambiental - Evaluación y acreditación de la calidad en la educación - Didáctica y tecnología de la información y comunicación - Gerencia e innovación educativa - Docencia en el nivel superior - Liderazgo y gestión educativa - Salud pública y comunitaria - Ciencias de la salud - Odontología - Gestión empresarial - Ciencias de la administración - Ciencias contables - Planificación y proyectos de desarrollo - Derecho civil y comercial - Derecho ambiental - Derecho de trabajo y seguridad social - Derecho penal y procesal penal |
| Estudios de Doctorado                       | |
| Escuela de Postgrado                        | - Administración - Ciencias de la Educación - Ciencias Contables |

## Personas destacadas
- Antonio Brack Egg, ecólogo. Fue el primer Ministro del Ambiente del Perú. Fue parte de la primera plana docente de la filial UNDAC Oxapampa.
- César Pérez Arauco, historiador. Uno de los fundadores de la universidad, alumno y profesor de sus aulas y organizador de la marcha de sacrificio; además doctor honoris causa de la universidad

## Club Deportivo
El Club Deportivo UNDAC, fundado en 1964 como Club Deportivo Universidad, representa a la Alma Mater Carrionina en la liga distrital. Fue campeón en 2009 y 2010, y subcampeón en 2011. Su presidente Miguel Espinoza tiene ambiciones de establecer el fútbol profesional en Pasco.

## Rankings académicos
En los últimos años se ha generalizado el uso de rankings universitarios internacionales para evaluar el desempeño de las universidades a nivel nacional y mundial; siendo estos rankings clasificaciones académicas que ubican a las instituciones de acuerdo a una metodología científica de tipo bibliométrica que incluye criterios objetivos medibles y reproducibles, tomando en cuenta por ejemplo: la reputación académica, la reputación de empleabilidad para los egresantes, la citas de investigación a sus repositorios y su impacto en la web. Del total de 92 universidades licenciadas en el Perú, la Universidad Nacional Daniel Alcides Carrión se ha ubicado regularmente dentro del tercio inferior a nivel nacional en determinados rankings universitarios internacionales.

## Enlaces
- Sitio Oficial de la Universidad Nacional Daniel Alcides Carrión
- Página oficial en Facebook UNDAC